# ETERNAL RECURRENCE
『ETERNAL RECURRENCE』（エターナル リカーレンス）は、日本のバンドBRAHMANの通算7枚目のアルバムである。2009年6月10日発売。発売元はトイズファクトリー。

## 概要
- かつてインディーズでリリースした作品、「Grope Our Way」「WAIT AND WAIT」「A MAN OF THE WORLD」の三作の楽曲を再レコーディングしたアルバム。
- タイトルは「永劫回帰」を意味する。
- イラストジャケットはKAZZROCK。
- 初回盤にはメンバー監修によるバンドスコア集(約180P)、ボーナストラック、フォトライブラリー、KAZZROCKデザインによるオリジナルステッカー付き。
- ほとんどの曲で大幅なアレンジは加えられていないが、歌詞の一部が変更されている。
- 「A MAN OF THE WORLD」に収録されていた「NO LIGHT THEORY」のコーラスに川村カオリが参加していて、今回の収録でもコーラスで参加。しかしこのアルバム発売後の7月28日に川村が逝去したため、川村が参加した生前最後の音源となった。

## 収録曲
1. THAT'S ALL(1:14)
2. THERE'S NO SHORTER WAY IN THIS LIFE(2:52)
3. ANSWER FOR...(4:04)
4. NEW SENTIMENT(1:49)
5. TONGFARR(5:52)
6. GOIN' DOWN(2:37)
7. CHERRIES WERE MADE FOR EATING(2:15)
8. NO LIGHT THEORY(2:45)
9. HIGH COMPASSION(3:28)
10. SEE OFF(2:18)
11. 時の鐘(1:32)
12. ARTMAN(2:34)
13. BEYOND THE MOUNTAIN(2:11)
14. RESULT OF NEXT(1:48)
15. THE SAME(3:20)
16. GREAT HELP(3:34)
17. ROOTS OF TREE(3:19)
18. FLYING SAUCER(4:03)
初回盤のみのボーナストラック